# Quarkia
Quarkia is een geslacht van weekdieren uit de klasse van de Gastropoda (slakken).

## Soort
- Quarkia sculpturata Faber, 2009